# Lowell Dean
Lowell Dean (* 17. Januar 1979) ist ein kanadischer Drehbuchautor, Filmregisseur und Fernsehproduzent.

## Leben
Lowell Dean hat einen Abschluss der University of Regina (Film & Video Program).
Er dreht vor allem B-Filme wie den Kurzfilm Juice Pigs, eine Actionkomödie, den Zombiethriller 13 Eerie und die Horrorkomödie WolfCop, zu der er auch das Drehbuch schrieb. Außerdem war er als Fernsehproduzent für zwei Projekte verantwortlich, die kanadische Reality-TV-Serie Dust Up, die von Paperny Entertainment produziert wurde, und die Kinderserie Hi Opie!, die von  The Jim Henson Company produziert wurde.

## Filmografie

### Regisseur
- 2010: Juice Pigs (Kurzfilm)
- 2013: 13 Eerie
- 2014: WolfCop
- 2017: Another WolfCop

### Fernsehproduzent
- 2011: Dust Up
- 2014: Hi Opie!

## Auszeichnungen
- 2013: Gewinner des CineCoup Film Accelerator Wettbewerbs mit dem Trailer für WolfCop[5]
- 2014: Gewinner des Jury’s Special Award für WolfCop in der Fantasy Section des 35. Oporto International Film Festivals[6]